# Kor Royal Cup
La Kor Royal Cup (tailandès ถ้วยพระราชทาน ก.; ถ้วย ก.) o en el seu antic nom Yai Cup (tailandès ถ้วยใหญ่) (canvià de nom l'any 1963) fou la màxima competició futbolística de Tailàndia entre els anys 1916 i 1995.
L'any 1996, es creà la Thai Premier League professional, esdevenint la màxima competició del país. Des d'aquest any, la Kor Royal Cup ha adaptat el seu format i actualment es disputa com un partit anual entre el campió i el segon classificat de la lliga professional.

## Historial

### Kor Royal Cup (1996-Present)
| Temporada | Campió                    |
| --------- | ------------------------- |
| 2009      | Chonburi                  |
| 2008      | Chonburi                  |
| 2007      | Osotsapa                  |
| 2006      | Thailand Tobacco Monopoly |
| 2005      |                           |
| 2004      |                           |
| 2003      |                           |
| 2002      | Osotsapa                  |
| 2001      | BEC Tero Sasana           |
| 2000      | Thai Farmer Bank          |
| 1999      | Royal Thai Air Force      |
| 1998      | Sinthana                  |
| 1997      | Sinthana                  |
| 1996      | Royal Thai Air Force      |

### Kor Royal Cup (1916-1995)[1]
| Temporada | Campió                     |
| --------- | -------------------------- |
| 1995      | Thai Farmers Bank          |
| 1994      | Bangkok Bank               |
| 1993      | Thai Farmers Bank          |
| 1992      | Thai Farmers Bank          |
| 1991      | Thai Farmers Bank          |
| 1990      | Port Authority of Thailand |
| 1989      | Krung Thai Bank            |
| 1988      | Krung Thai Bank            |
| 1987      | Royal Thai Air Force       |
| 1986      | Bangkok Bank               |
| 1985      | Port Authority of Thailand |
| 1984      | Bangkok Bank               |
| 1983      | Royal Thai Army            |
| 1982      | Raj Pracha                 |
| 1981      | Bangkok Bank               |
| 1980      | Raj Pracha                 |
| 1979      | Port Authority of Thailand |
| 1978      | Port Authority of Thailand |
| 1977      | Raj Vithi                  |
| 1976      | Port Authority of Thailand |
| 1975      | Raj Vithi                  |
| 1974      | Port Authority of Thailand |

| Temporada | Campió                                |
| --------- | ------------------------------------- |
| 1973      | Raj Vithi                             |
| 1972      | Port Authority of Thailand            |
| 1971      | Raj Pracha                            |
| 1970      | Raj Pracha                            |
| 1969      | Raj Vithi                             |
| 1968      | Port Authority of Thailand            |
| 1967      | Bangkok Bank † Royal Thai Air Force † |
| 1966      | Bangkok Bank                          |
| 1965      | Royal Thai Police                     |
| 1964      | Bangkok Bank                          |
| 1963      | Royal Thai Air Force                  |
| 1962      | Royal Thai Air Force                  |
| 1961      | Royal Thai Air Force                  |
| 1960      | Royal Thai Air Force                  |
| 1959      | Royal Thai Air Force                  |
| 1958      | Royal Thai Air Force                  |
| 1957      | Royal Thai Air Force                  |
| 1956      | Hainan Association of Thailand        |
| 1955      | Chula-Alumni Association              |
| 1954      | Hakka Association of Thailand         |
| 1953      | Royal Thai Air Force                  |

| Temporada | Campió                        |
| --------- | ----------------------------- |
| 1952      | Royal Thai Air Force          |
| 1951      | Chai Sod                      |
| 1950      | Cancel·lat                    |
| 1949      | Assumption Academy            |
| 1948      | Bang Rak Academy              |
| 1932-47   | Cancel·lat                    |
| 1931      | Thailand Post                 |
| 1930      | Assumption Academy            |
| 1929      | Suankularb Wittayalai School  |
| 1928      | Suankularb Wittayalai School  |
| 1927      | Kong Dern Rot                 |
| 1926      | Kong Dern Rot                 |
| 1925      | Cancel·lat                    |
| 1924      | Royal Thai Naval Academy      |
| 1923      | Royal Thai Naval Academy      |
| 1922      | Royal Military Academy        |
| 1921      | Royal Military Academy        |
| 1920      | Chulalongkorn University      |
| 1919      | Vajiravudh College            |
| 1918      | Vajiravudh College            |
| 1917      | Vajiravudh College            |
| 1916      | Department of Performing Arts |

† Campionat compartit